# Kazbiek Gietierijew
Kazbiek Chazizowicz Gietierijew (ros. Казбек Хазизович Гетериев; kaz. Қазбек Хазизұлы Гетериев; ur. 30 czerwca 1985) – kazachski piłkarz pochodzenia rosyjskiego grający na pozycji pomocnika.

## Kariera piłkarska

### Kariera klubowa
Gietierijew w latach 2005–2012 grał w rosyjskich klubach takich jak Buriewiestnik-JuRGUES Szachty, Spartak Nalczyk, Żemczużyna Soczi i Ałanija Władykaukaz. Od 2013 roku gra w kazachskich klubach, Kajracie Ałmaty, Ordabasy Szymkent, Kajsarze Kyzyłorda, Irtyszu Pawłodar, Okżetpesie Kokczetaw, a obecnie w Kaspiju Aktau.

### Kariera reprezentacyjna
Kazbiek Gietierijew uzyskał obywatelstwo Kazachstanu w 2010 roku, co pozwoliło mu grać w reprezentacji kraju. W reprezentacji Kazachstanu zadebiutował 7 września 2010 roku w meczu eliminacji do mistrzostw Europy 2012 przeciwko Austrii. Rozegrał 7 spotkań.
| Mecze i gole w reprezentacji | Mecze i gole w reprezentacji | Mecze i gole w reprezentacji | Mecze i gole w reprezentacji | Mecze i gole w reprezentacji | Mecze i gole w reprezentacji | Mecze i gole w reprezentacji |
| Kazachstan                   | Kazachstan                   | Kazachstan                   | Kazachstan                   | Kazachstan                   | Kazachstan                   | Kazachstan                   |
| Lp.                          | Data                         | Miasto                       | Przeciwnik                   | Gol                          | Wynik                        | Rozgrywki                    |
| ---------------------------- | ---------------------------- | ---------------------------- | ---------------------------- | ---------------------------- | ---------------------------- | ---------------------------- |
| 1.                           | 07.09.2010                   | Salzburg                     | Austria                      |                              | 0:2                          | el. ME 2012                  |
| 2.                           | 08.10.2010                   | Astana                       | Belgia                       |                              | 0:2                          | el. ME 2012                  |
| 3.                           | 12.10.2010                   | Astana                       | Niemcy                       |                              | 0:3                          | el. ME 2012                  |
| 4.                           | 26.03.2011                   | Kaiserslautern               | Niemcy                       |                              | 0:4                          | el. ME 2012                  |
| 5.                           | 03.06.2011                   | Astana                       | Azerbejdżan                  |                              | 2:1                          | el. ME 2012                  |
| 6.                           | 22.03.2013                   | Astana                       | Niemcy                       |                              | 0:3                          | el. MŚ 2014                  |
| 7.                           | 10.10.2015                   | Astana                       | Holandia                     |                              | 1:2                          | el. ME 2016                  |